# Hypothekenbank Frankfurt
Die Hypothekenbank Frankfurt AG (bis 31. August 2012 Eurohypo) war eine Spezialbank für gewerbliche Immobilien und Staatsfinanzierung mit Sitz in Eschborn bei Frankfurt am Main, bis im Mai 2016 die Banklizenz zurückgegeben wurde. Sie war eine hundertprozentige Tochtergesellschaft der Commerzbank.

## Geschichte
Am 6. November 2001 gaben die drei großen deutschen Privatbanken – Deutsche Bank, Dresdner Bank und Commerzbank – zusammen mit den Vorständen ihrer Hypothekenbanktöchter, in einer gemeinsamen Pressekonferenz bekannt, dass sie ihre Beteiligungen an der Eurohypo „alt“, der Rheinhyp und der Deutschen Hyp zusammenlegen wollen. Am 29. April 2002 wurden die Unterschriften unter die Fusionsverträge gesetzt. Im Juni 2002 stimmten die Hauptversammlungen der Institute dem Zusammenschluss zu und am 13. August 2002 wurde die neue Eurohypo AG ins Handelsregister des Amtsgerichts der Stadt Frankfurt am Main eingetragen. Der Status einer gemischten Hypothekenbank konnte dabei von der Deutschen Hyp übernommen werden.

### Deutsche Hyp – Deutsche Hypothekenbank Frankfurt-Hamburg AG

Logo der Deutschen Hyp 2001–2002

Die Deutsche Hyp war die Hypothekenbank der Dresdner Bank und entstand 1998 aus einer Fusion der drei Hypothekenbanken, die zur Dresdner Bank gehörten.
Die erste wurde 1862 als Deutsche Hypothekenbank in Meiningen gegründet. 1938 erfolgte die Sitzverlegung nach Weimar, von dort 1948 nach Bremen. 1972 erfolgte die Fusion mit der Sächsischen Bodencreditanstalt. Im Jahre 1989 wurde der Sitz nach Frankfurt am Main verlegt. Im gleichen Jahr erfolgte die Übernahme der Pfälzischen Hypothekenbank.
Die zweite Bank war die Hypothekenbank in Hamburg AG, welche 1871 in Hamburg gegründet wurde.
Die dritte Hypothekenbank war die Norddeutsche Hypotheken- und Wechselbank AG, auch Nordhypo-Bank genannt, mit Sitz in Hamburg. Sie wurde 1871 als Mecklenburgische Hypotheken- und Wechselbank in Schwerin gegründet.
Die Nordhypo brachte auch den Status einer gemischten Hypothekenbank in die spätere DeutscheHyp und daraus folgend auch in die Eurohypo ein.
1998 erfolgte die Verschmelzung der drei Institute zur Norddeutschen Hypotheken- und Wechselbank AG, welche infolge einer anschließenden Umfirmierung als Deutsche Hypothekenbank Frankfurt-Hamburg AG geführt wurde.

### Eurohypo Aktiengesellschaft – Europäische Hypothekenbank der Deutschen Bank (Eurohypo alt)
Die Eurohypo (alt) war die Hypothekenbank der Deutschen Bank und entstand 1998 durch den Zusammenschluss der Lübecker Hypothekenbank AG (gegründet 1927) und der Frankfurter Hypothekenbank Centralboden AG.
Die Frankfurter Hypothekenbank Centralboden AG ging 1995 aus der Übernahme der Deutschen Centralbodenkredit-AG in Berlin und Köln durch die Frankfurter Hypothekenbank AG, gegründet 1862 in Frankfurt am Main, hervor.
Die Deutsche Centralbodenkredit-AG entstand 1930 aus der Fusion der Preußischen Pfandbrief-Bank und der Preußischen Central-Bodenkredit-AG (gegründet 1870).

### Rheinhyp – Rheinische Hypothekenbank AG

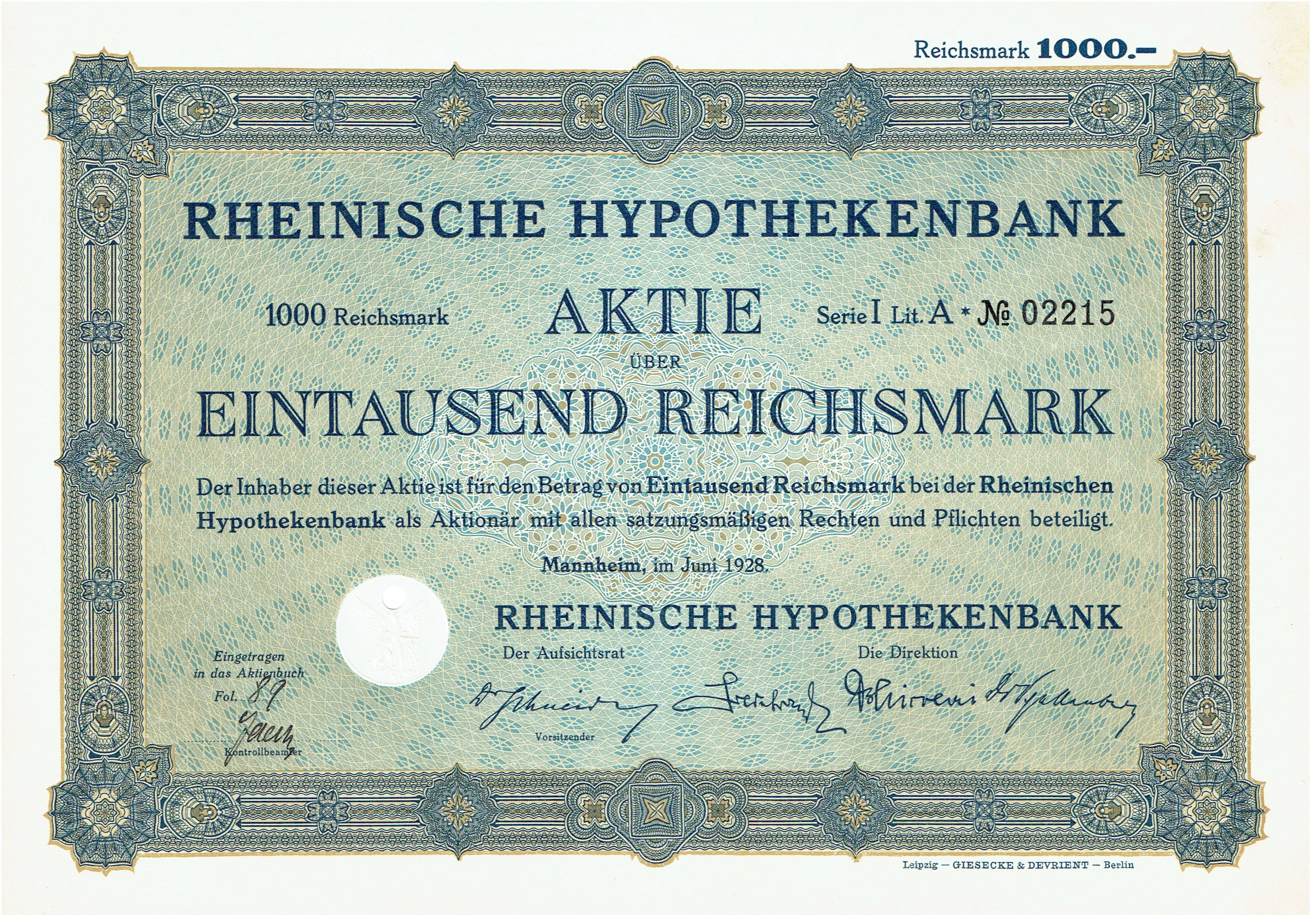
Aktie über 1000 RM der Rheinischen Hypothekenbank vom Juni 1928

Die Rheinhyp wurde als Rheinische Hypothekenbank mit Sitz in Mannheim 1871 gegründet und 100 Jahre später, im Jahre 1971 von der Commerzbank AG als deren Hypothekenbank übernommen. Nach Fusion 1974 mit der Westdeutschen Bodenkreditanstalt, gegründet 1893 in Köln, erfolgte 1975 die Sitzverlegung nach Frankfurt am Main.

### Übernahme der Eurohypo durch die Commerzbank

Logo der Eurohypo bis zu ihrer Umbenennung 2012

Im Oktober 2005 übte die Commerzbank ein ihr zustehendes Vorkaufsrecht aus und erwarb die ausstehenden Anteile der Eurohypo in zwei Tranchen. Ab April 2006 waren ca. 98 % der Aktien im Besitz der Commerzbank. Die restlichen zwei Prozent befanden sich noch im Streubesitz. Die Aktionäre der Eurohypo stimmten im Rahmen der Hauptversammlung am 29. August 2007 der Übertragung der Aktien der Eurohypo-Minderheitsaktionäre an die Eurohypo-Hauptaktionärin (Squeeze-Out) sowie einem Beherrschungs- und Gewinnabführungsvertrag zu. Die Commerzbank teilte in diesem Zusammenhang mit, dass die Eurohypo auch weiterhin als eigenständige Rechtspersönlichkeit mit einer eigenen Marke am Markt auftreten werde. Der Beschluss der Hauptversammlung vom 29. August 2007 über die Übertragung der Aktien der übrigen Aktionäre (Minderheitsaktionäre) der Eurohypo AG auf die Commerzbank Inlandsbanken Holding GmbH, Frankfurt am Main, (Hauptaktionärin) wurde am 25. Juli 2008 in das Handelsregister des Amtsgerichts Frankfurt am Main eingetragen und wurde damit wirksam. Mit dieser Eintragung waren kraft Gesetzes alle Aktien der Minderheitsaktionäre der Eurohypo AG auf die Commerzbank Inlandsbanken Holding GmbH übergegangen. Die Eurohypo AG gehört seitdem zu 100 % der Commerzbank-Gruppe. Die Bearbeitung des Privatkundengeschäftes der Eurohypo wurde anschließend in die Commerzbank ausgelagert.
2008 wurde die zur Commerzbank gehörende Hypothekenbank in Essen auf die Eurohypo verschmolzen.

### Verkauf der Eurohypo-Systems GmbH
Laut Geschäftsbericht aus dem Jahr 2008 der Eurohypo AG wurde die Eurohypo Systems GmbH, eine 100%ige Tochtergesellschaft der Eurohypo, deren geschäftlicher Schwerpunkt die Erbringung von IT-Dienstleistungen für den Eurohypo-Konzern bildete, zum 1. Juli 2008 an die Commerzbank veräußert. Rechtsansprüche wie unmittelbare Betriebsrentenzusagen gegen die Eurohypo-Systems GmbH gingen damit auf die Commerzbank AG über.

### Abspaltung und Neuausrichtung der Eurohypo AG
Die Europäische Kommission beschloss am 7. Mai 2009, dass die im Rahmen der Krise an den Finanz- und Kapitalmärkten vom Finanzmarktstabilisierungsfonds gewährte Staatshilfe an die Commerzbank AG nur genehmigt wird, wenn sich die Commerzbank AG im Gegenzug bis 2014 von ihrer Tochter Eurohypo AG trennt. Dieser Schritt sollte Wettbewerbsverzerrungen vermeiden.
Die Eurohypo sah sich ab Ende 2008 aufgrund der Immobilienkrise und der darauf folgenden Kapitalmarktsituation veranlasst, ihr Geschäftsmodell den veränderten Marktbedingungen anzupassen. Seitdem fokussierte sich die Bank auf Bestands- und Development-Finanzierungen von Wohnimmobilienprojekten (in Deutschland), sowie Büro-, Einzelhandels- und Logistikimmobilien und Businesshotels in zehn Kernmärkten (Deutschland, Frankreich, Italien, Polen, Portugal, Russland, Spanien, Türkei, Großbritannien, USA). In diesem Umfeld wurde auch das Neugeschäft in der Staatsfinanzierung eingestellt.

### Abwicklung / Umbenennung
Am 30. März 2012 gab die Commerzbank bekannt, dass die EU-Kommission die ursprüngliche Verkaufsauflage für die Eurohypo in eine Abwicklungsauflage geändert hat. Demzufolge wird die Eurohypo in die Bereiche „Kernaktivitäten“ (Kernbereich Commercial Real Estate) und „Nicht-Kernaktivitäten“ (Public Finance, Nicht-Kernbereich Commercial Real Estate) aufgespalten. Die Bereiche Nicht-Kernaktivitäten und Public Finance werden in das neue Segment „Non-core Assets“ ausgelagert und langfristig vollständig abgebaut. Gemäß einer Vorgabe der EU-Kommission muss die Marke Eurohypo aufgegeben werden.
Zum 31. August wurde die Eurohypo in Hypothekenbank Frankfurt AG umbenannt
und mit einem neuen Logo ausgestattet. Bei Symbol und Schriftzug lehnt sich das neue Logo der Hypothekenbank Frankfurt an das Logo einer ihrer Vorvorgänger, der Deutschen Hyp (s. o.), an.
Im Mai 2016 fand die Umfirmierung der Hypothekenbank Frankfurt AG in die LSF Loan Solutions Frankfurt GmbH statt, dabei wurden alle wesentlichen Vermögenswerte (Aktiva und Passiva) an die Commerzbank AG übertragen und die Banklizenz der Hypothekenbank Frankfurt wurde zurückgegeben. Seither bestand der Unternehmenszweck nur noch im Erbringen von Dienstleistungen, insbesondere der Bearbeitung von notleidenden Krediten (Non-performing Loans, NPLs) für die Commerzbank. Zum 31. Dezember 2018 stellte das Unternehmen den Betrieb ein.